# Ходжкінс (підводна гора)
53°18′ пн. ш. 136°30′ зх. д. / 53.300° пн. ш. 136.500° зх. д.

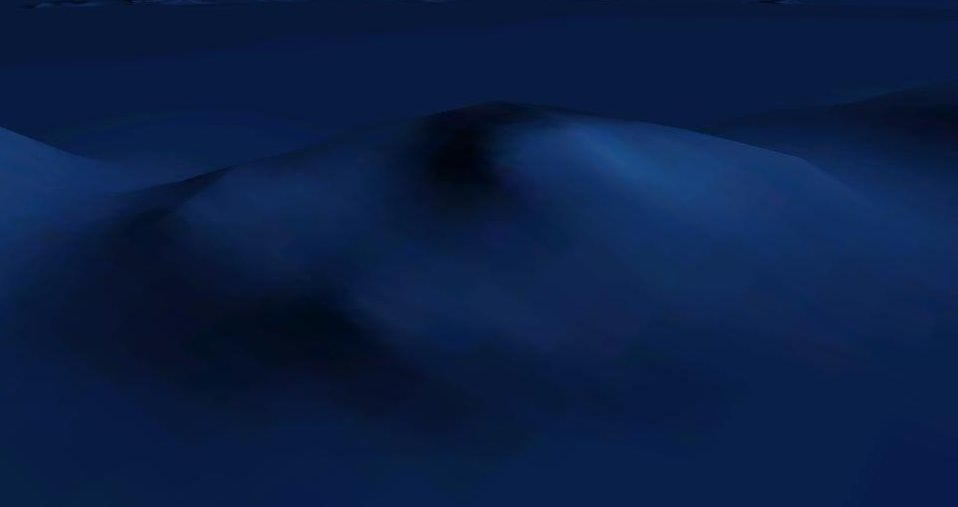
3D-модель підводної гори Ходжкінс

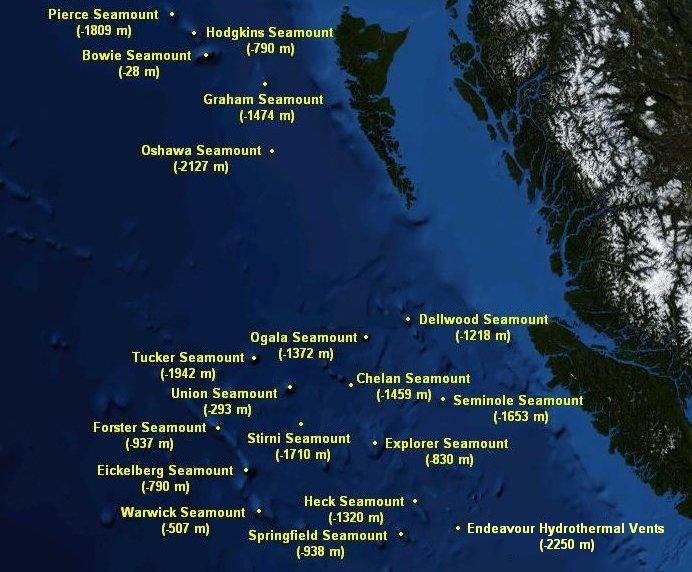
Розташування підводних вулканів біля узбережжя Британської Колумбії

Підводна гора Ходжкінс (англ. Hodgkins Seamount) — підводний вулкан, розташований в Тихому океані, на захід від канадського архіпелагу Хайда-Гваї в Британській Колумбії. Він є частиною Кадьяцьких підводних гір і розташований на південь від підводної гори Пірс та на північ від підводної гори Боуї. Як і решта Кадьяцьких підводних гір, ця гора утворилася внаслідок діяльності гарячої точки Боуї. Вона пережила два етапи вулканізму, розділені приблизно 12 мільйонами років. Вершина підводної гори Ходжкінс розташована на глибині 790 м нижче рівня моря.